# Ратови за независност Шпанске Америке
Ратови за независност Шпанске Америке били су бројни ратови против шпанске власти у Шпанској Америци почетком 19. вијека. С циљем политичке независности, ратови су започели убрзо након француске инвазије на Шпанију 1807. током Наполеонових ратова. Иако су постојала истраживања о идеји одвојеног шпанско америчког („криолског”) идентитета одвојеног од Пиринејског полуострва, политичка независност у почетку није била циљ већине шпанских Американаца, нити је нужно избјегавана. Са обновом власти Фердинанда VII 1814, он је одбацио било коју власт народног суверенитета, као што се види у шпанском уставу из 1812, који је донио Кадиски кортез — парламентарно намјесништво које је владало за вријеме Фердинандовог свргнућа. Ни Либерална револуција 1820. није промијенила став Кадиског устава према сепаратизму, док су се шпански Американци све више радикализовали тражећи политичку независност.

Насилни сукоби започели су са краткотрајним владајућим хунтама успостављеним у Чикисаци и Киту 1809, које су се супротстављале властима Врховне средишње хунте у Севиљи. Бројне нове хунте појавиле су се широм шпанских посједа у Америци 1810. када је Средишња хунта пала током француске инвазије. Иако су се различите регије Шпанске Америке успротивиле многим политикама Круне, „било је мало интереса за непосредну независност; заиста је постојала широка подршка шпанској Средишњој хунти формираној да предводи отпор против Француза”. Иако су неки шпански Американци вјеровали да је независност неопходна, већина оних који су у почетку подржавали стварање нових влада видјели су их као средство за очување аутономије регија од Француза. Током наредних деценија, политичка нестабилност у Шпанији и апсолутистичка рестаурација под Фердинандом VII увјериле су многе шпанске Американце у потребу формалног успостављања независности од матичне државе.

Ови сукоби водили су се кроз видове и нерегуларног и конвенционалног ратовања. Ови ратови су започели као локализовани грађански ратови, који су се касније ширили и проширивали промовишући општу независност од шпанске владавине. Ова независност довела је до развоја нових националних граница заснованих на колонијалним провинцијама, које ће током раног 19. вијека формирати будуће независне државе које чине савремену Латинску Америку. Куба и Порторико су остали под шпанском влашћу све до Шпанско-америчког рата 1898. године. Нове републике су од почетка укинуле формални систем расне класификације и хијерархије, систем касте, инквизицију и племићке титуле. Ропство није одмах укинуто, већ је окончано у свим новим земљама у року од четврт вијека. Криолци (шпанског поријекла рођени у Новом свијету) и Местици (мијешане домородачке и шпанске крви или културе) замијенили су у већини политичких власти именоване рођене у Шпанији. Криолци су остали на врху државне структуре која је културно, ако не и правно, задржала нека своја традиционална обиљежја. Готово читав вијека послије, конзервативци и либерали борили су се да преокрену или продубе друштвене и политичке промјене које су покренуте тим побунама.

Догађаји у Шпанској Америци повезани су са ратовима за независност у бившој француској колонији Сан Доминго (данашњи Хаити) и кретању Бразила ка независности. Бразилска независност, дијелила је заједничко полазиште са шпанском Америком, јер су оба сукоба покренута Наполеоновом инвазијом на Пиринејско полуострво, која је приморала португалску краљевску породицу да побјегне у Бразил 1807. године. Поступак латиноамеричке независности одвијао се у општој политичкој и интелектуалној клими која је настала из доба Просвјетитељства и која је утицала на све Атлантске револуције, укључујући ране револуције у Сједињеним Државама и Француској. Непосреднији узрок ратова за независност Шпанске Америке били су јединствени догађаји који су се догодили унутар Краљевине Шпаније и њене монархије током ове епохе, закључно и коначно, појавом нових република Шпанске Америке у постнаполеонском свијету.

## Историјски контекст
- Власт према традиционалном шпанском праву
- Лојални Врховној средишњој хунти
- Америчка хунта или устанички покрет
- Проглашена или успостављен независна држава
- Степен француске контроле над Полуострвом

Политичка независност није нужно била предодређени исход политичких превирања у Шпанској Америци. „Било је мало интересовање за потпуну независност”. Како су историчари Робин Хампфрис и Џон Линч забиљежили, „сувише је лако изједначити снаге незадовољства или чак снаге промјена са револуционарним снагама”. Пошто „по дефиницији није постајала историјска независност док се није догодила”, када се десила независност Шпанске Америке, тражила су се објашњења зашто је до ње дошло. Ратове за независност Латинске Америке водила је европска дијаспора против европских империја.

### Административне и економске реформе
Постоји низ фактора који су идентификовани. Као прво, све већа контрола Круне над прекоморском империјом путем Бурбонских реформи средином 18. вијека, која је унијела промијене у однос шпанских Американаца према Круни. Израз који је кориштен за описивање прекоморске империје „краљевства”, која су била у независном положају са Круном, одбачен је и почео се користити израз „колоније”, подручја подређена Шпанији. У настојању да боље контролише администрацију и привреду прекоморских посједа, Круна је поново увела праксу именовања странаца, готови сви Пенисулари, у краљевске канцеларије широм империје. То је значило да је Круна осујетила елите Шпанске Америке у њиховим очекивањима и амбицијама, ускраћивањем дугогодишње праксе криолског приступа службеним функцијама.
Регалистичка и секуларизујућа политика бурбонске монархије имала је за циљ смањење утицаја Католичке цркве. Круна је већ протјерала језуите 1767, када су многи криолски чланови језуитског реда отишли у трајно изгнанство. Ограничавајући моћ Католичке цркве, Круна је покушала да се централизује кроз институције колонијалне Латинске Америке. Због физичке и идеолошке близине коју је свештенство имало, могло је непосредно утицати на и диктирати интеракцију између становништва колонијалне Латинске Америке, да ли као правни или као обични савјетник; непосредност коју би Круна покушала спровести кроз стварање централизоване, колонијалне државе.
Касније у 18. вијеку Круна је настојала смањити привилегије (fueros) свештенства, ограничавајући свештеничку власт на духовна питања и подривајући моћ парохијских свештеника, који су често дјеловали као агенти Круне у сеоским парохијама. Десакрализујући моћ и фронталним нападима на свештенство, Круна је подривала сопствени легитимитет, будући да су парохијски свештеници традиционално били „природни локални представници свог католичког краља”.
У економској сфери Круна је тежила да стекне контролу над црквеним приходима. Католичка црква је функционисала као једна од највећих економских институција у колонијалној Латинској Америци. Посједовала је и одржавала јурисдикцију над великим површинама земље, коју је Круна жељела за себе због економске вриједности која се могла добити. Штавише, узимањем те земље за себе, Круна је имала прилику да смањи физичко присуство Католичке цркве како би додатно ослабила њену идеолошку и социјалну улогу у локалним колонијалним заједницама.
У финансијској кризи 1804, Круна је покушала да обавеже цркву на дугове, углавном у облику хипотеке за хацијенде у власништву елита. Закон о консолидацији истовремено је угрожавао богатство цркве, чији се капитал углавном изнајмљивао под хипотеком, као и финансијско благостање елита, које су зависиле од хипотеке за стицање и задржавање својих посједа. Скраћивање периода отплате значило је да су се многе елите суочавале са банкротом. Круна је такође тежила добијању приступа прилозима елитних породица издвојених за издржавање свештеника, често чланова њихове породице, уклањањем ових даровних фондова (capellanías) од којих је ниже свештенство несразмјерно зависило. Ниже свештенство се истакло у Мексику учествовањем у побуни за независност са свештеницима Мигелом Идалгом и Хосеом Маријом Моралесом.
Реформе су имале мјешовите резултате. У неким областима — попут Кубе, Рио де ла Плате и Нове Шпаније — реформе су имале позитивне ефекте, побољшавајући локалну привреду и ефикасност власти. У другим областима, промјене економске и административне политике Круне довеле су до тензија са локалним становништвом, које су понекад избијале у отворене побуне, као што су побуна комунероса у Новој Гранади и побуна Тупака Амаруа II у Перуу.
Губитак високих положаја због Пенисулара и побуне током 18. вијека у шпанском дијелу Јужне Америке били су неки од непосредних узрока ратова за независност, који су се одиграли деценијама касније, али они су сматрани важним елементима политичке позадине у којој су се одвијали ратови. На многе Криолце, нарочито оне богате, бурбонске реформе су утицале негативно. То је довело до њихове акције, кроз коришћење богатства и положаја у друштву, често као лидери у својим заједницама, како би подстакли отпор и пренијели своје незадовољство шпанским реформама због негативног економског утицаја који су имали. Међутим, због тога колико би брзо њихове побуне додатно радикализовале ниже слојеве, Криолци су брзо престајали да подржавају општу насилну побуну јер су имали користи од друштвених промјена које су се догодиле кроз системе шпанске круне. Институционалне промјене осигурале су стабилност подржавањем политичких институција које су омогућиле стварање богате криолске класе и даљим прилагођавањем тих институција како би удовољиле захтјевима, умјесто да предложе радикалну промјену у потпуном саставу друштвено-економског живота и традиције. Међутим, институционалне промјене нису настале онако како се очекивало и додатно су подстакле радикализацију друштвених класа Шпанске Америке према независности.

### Војно реструктурирање
Међународни ратови у којима је учествовала Шпанија у другој половини 18. вијека показали су потешкоће империје да ојача своје колонијалне посједе и пружи им економску помоћ. То је довело до повећаног локалног учешћа у финансирању одбране и повећаног учешћа у милицијама људи рођених у Чилеу. Такав развој био је у супротности са идеалима централизоване апсолутне монархије. Шпанци су такође учинили формалне уступке да би ојачали одбрану: на архипелагу Чилое шпанске власти су обећале ослобађање од енкомиенда старосједиоцима који су се населили у близини новог упоришта Анкуд (основано 1768) и допринијели његовој одбрани. Повећана локална организација одбране на крају је поткопала метрополитску власт и ојачала покрет за независност.

### Ширење идеала просвјетитељства
Други фактори могу бити просвјетитељско размишљање и примјери Атлантских револуција. Просвјетитељство је подстакло жељу да се друштвене и економске реформе прошире широм Шпанске Америке и Пиринејског полуострва. Идеје о слободној трговини и физиократској економији поставило је просвјетитељство у Шпанији, а прошириле су се на прекоморску империју и домаће просвјетитељство у Шпанској Америци. Ови фактори утицали су на спроведене политичке реформе и бројне уставе написане у Шпанији и широм шпанског свијета током ратова за независност.

## Стварање нових владајућих институција у Шпанији и Америкама (1808—1810)

### Пад бурбонске династије
Шпански рат за независност био је покретач сукоба у Шпанској Америци у одсуству легитимног монарха. Рат за независност започео је дужи период нестабилности у Шпанској империји који је трајао до 1823. године. Наполеоново заробљавање бурбонских монарха изазвало је политичку кризу у Шпанији и Шпанској Америци. Иако је шпански свијет готово једнообразно одбио Наполеонов план да на пријесто постави свог брата Жозефа, није постојало јасно рјешење за недостатак краља. Пратећи традиционалне шпанске политичке теорије о уговорној природи монархије (филозофија права Франсиска Суареза), пиринејске провинције су на кризу одговориле успостављањем хунти. Потез је довео до веће забуне, јер није постојала средишња власт и већина хунти није признавала тврдњу других хунти да представљају монархију у цјелини. Нарочито је севиљска хунта полагала право на власт над прекоморском империјом, због историјске улоге провинције као ексклузивног ентрепота империје.
Ово безизлазно стање ријешено је преговорима између неколико хунти у Шпанији уз учешће Савјета Кастиље, што је довело до стварања главне владе: „Врховна средишња и владина хунта Шпаније и Индија” 25. септембра 1808. године. Договорено је да ће империја на Пиринејско полуострво послати два представника у ову Врховну средишњу хунту, да ће прекоморска империја послати по једног представника. Ова краљевства су дефинисана као „вицекраљевства Нове Шпаније (Мексико), Перуа, Нове Гранаде и Буенос Ајреса и независних острва генералних капетанија Кубе, Порторика, Гватемале, Чилеа, Провинције Венецуеле и Филипина”. Овај план је критикован због неједнаког представљања Шпанске Америке; ипак, крајем 1808. и почетком 1809. регионалне пријестонице су бирале кандидате, чија су имена просљеђивана главним градовима намјесништва или генералних капетанија. Неколико важних и великих градова остало је без непосредног представљања у Врховној хунти. Нарочито Кито и Чикисака, које су себе доживљавале као пријестонице краљевина, негодовале су што су подређене већем вицекраљевствима — Перу и Рио де ла Плата. Немири су довели до успостављања хунти у овим градовима 1809, које су власти на крају укинуле током године. Заустављен је и покушај успостављања хунте у Новој Шпанији.

### Шпанска институционална револуција
Бјекство у Кадиз и распад Врховне средишње хунте 29. јануара 1810. због пораза које су претрпјеле шпанске снаге плаћене новцем из Шпанске Америке, послије битке код Окање, покренуло је још један талас хунти успостављених у Америци. Француске снаге заузеле су јужну Шпанију и присилиле Врховну хунту да тражи уточиште у острвском граду Кадиз.
Врховна хунта се замијенила мањим, петочланим савјетом, званим Намјесништво или Савјет намјесништва Шпаније и Индија. Даље, у циљу успостављања легитимнијег владиног система, Намјесништво је позвало на сазивање „ванредног и општег Кортеза шпанске нације”, којим је сазван Кадиски кортез. План за избор Кортеза, заснован на провинцијама, а не на краљевствима, био је праведнији и пружао више времена да се одреди шта ће се сматрати прекоморском провинцијом. Кадиски кортез је прва национална скупштина која је захтијевала суверенитет у Шпанији. Представљено је укидање стари краљевстава. Први сазив је одржан 24. септембра 1810. у згради, која је данас позната као Краљевско позориште де лас Кортес, под опсадом француске војске. Састајало се као једно тијело и чланови су представљали цијелу Шпанску империју.

### Одговор у Шпанској Америци
Већина шпанских Американаца није видјела разлог због кога би признала крњу владу коју су у сваком тренутку могли заробити Французи и почели су радити на стварању локалних хунти како би се очувала независност регије од Француза. Покрети хунти били су успјешни у Новој Гранади (Колумбија), Венецуели, Чилеу и Рио де ла Плати (Аргентина). Мање успјешни, иако озбиљни покрети, догодили су се у средњој Америци. На крају, средња Америка, заједно са већим дијелом Нове Шпаније, Китоа (Еквадор), Перуа, Горњег Перуа (Боливија), Кариба и Филипинских острва остала је под контролом ројалиста током наредне деценије и учествовала у напорима Кадиског кортеза да успостави либералну владу за шпанску монархију.

## Војни походи

### Грађански ратови за оспорени суверенитет (1810—1814)
Стварање хунти у Шпанској Америци, попут Врховне каракашке хунте 19. априла 1810, поставило је темеље борбе које ће погађати регију у наредних деценију и по. Појавиле су се линије политичких грешака, које су често биле узроци војних сукоба. С једне стране, хунте су оспоравале ауторитет свих краљевских званичника, без обзира да ли су признавали Намјесништво или не. С друге стране, краљевски званичници и шпански Американци који су жељели да империју одрже цјеловиту били су подијељени између либерала, који су подржавали напоре Кортеза, и конзервативаца (у историографији често називани „апсолутисти”), који нису жељели да виде било какве иновације у влади. На крају, иако су хунте тврдиле да своја дејства спроводе у име свргнутог краља Фердинанда VII, њихово стварање пружило је прилику људима који су заговарали непосредну независност да јавно и безбједно промовишу своју агенду. Присталице независности називале су се још патриотама, што је израз који се на крају углавном примјењивао на њих.
О томе да независност није била почетни циљ свједочи чињеница да је мало области прогласило независност у годинама послије 1810. године. Конгреси Венецуеле и Нове Гранаде учинили су то 1811, као и Парагвај. Поједини историчари оклијевање проглашења независности објашњавају „маском Фердинанда VII”: тј. да су патриотске вође сматрале да требају полагати лојалност свргнутом монарху како би припремиле масе за радикалне промјене, које би потпуна независност на крају захтијевала. Па ипак, чак и подручја као што су Рио де ла Плате и Чиле, која су мање-више задржала дефакто независност од власти с полуострва, прогласила су независност тек неколико година касније, 1816. и 1818. године. Све у свему, упркос постизању формалне или фактичке независности, многе регије Шпанске Америке биле су обиљежене готово непрекидним грађанским ратовима, који су трајали све до 1820-их. У Мексику, гдје је покрет хунте у раним етапама зауставила коалиција полуострвских трговаца и владиних званичника, напори да се успостави влада независна од Намјесништва или Француза попримили су облик побуне, под вођством Мигела Идалга. Идалго је заробљен и погубљен 1811, али се покрет отпора наставио и прогласио независност од Шпаније 1813. године. Експедиција Гутјерес—Маги била је заједничка мексичко-америчка експедиција формирана у Луизијани против шпанског Тексаса, али је поражена у бици код Медине. У средњој Америци су такође угушени покушаји успостављања хунти, али су резултирали знатно мањим насиљем. Карипска острва, као и Филипини на другом крају свијета, била су релативно мира.

#### Велики градови и регионална супарништва
Велики градови и регионално супарништво имали су важну улогу у ратовима. Нестанак средишње, империјалне власти — у неким случајевима чак и локалне, вицекраљевске власти (случајеви Нове Гранаде и Рио де ла Плате) — покренуо је дужи период разједињености и сукоба у многим регијама Шпанске Америке. Није било јасно које политичке јединице треба да замјене империјалне, а није било нових националних идентитета који би замијенили традиционални осјећај да су Шпанци. Првобитне хунте из 1810. прво су се позивале на осјећај припадности Шпанцима, што је било противљење могућој француској пријетњи; затим, на општи амерички идентитет, који је био насупрот Полуострву које су заузели Французи; и на крају, осјећају припадности већим градовима или локалној провинцији,  на шпанском. Хунте су чешће настојале да одрже независност провинција од пријестоница бивших вицекраљевстава или генералних капетанија, колико и од само Полуострва. Избили су оружани сукоби између провинција око питања да ли ће неки градови или провинције бити подређени другима, као што су били под Круном. Овај феномен био је посебно очигледан у Јужној Америци. Ово супарништво је довело до тога да су неке регије усвојиле супротан политички циљ од онога који су изабрали њихови супарници. Чини се да је Перу добрим дијелом остао снажно ројалистички због свог супарништва са Рио де ла Платом, због губитка Горњег Перуа када је Рио де ла Плате уздигнута у вицекраљевство 1776. године. Стварање хунти у Рио де ла Плати омогућило је Перуу да поврати формалну контролу над Горњим Перуом током сукоба.

#### Друштвене и расне тензије
Подлијегање друштвеним и расним тензијама такође је имало велики утицај на природу сукоба. Рурална подручја супротстављена су урбаним средиштима, јер су незадовољства према властима пронашла излаз у политичком сукобу. То је био случај са Идалговом сељачком побуном, која је подстакнута незадовољством током неколико година лоших жетви као и догађајима у Шпанском рату за независност. Идалго је првобитно био дио круга либералних урбаниста у Керетару, који су покушали да успоставе хунту. Након што је ова завјера откривена, Идалго се обратио руралном становништву мексичког Бахија да оснује своју војску, а њихови интереси су се убрзо сјединили са интересима урбаних интелектуалаца. Слична напетост постојала је и у Венецуели, гдје је шпански имигрант Хосе Томас Бовес основао моћну, мада нерегуларну, ројалистичку војску од ленероса, робова мјешовите расе и равничара, који су нападали класу бијелих земљопосједника. Бовес и његови сљедбеници често су занемаривали команду шпанских званичника и нису бринуло о томе хоће ли заправо поново успоставити краљевску власт, одлучујући умјесто тога да задрже стварну власт међу собом. На крају, у залеђу Горњег Перуа, републикетаси су одржали у животу идеју независности удружујући се са обесправљеним припадницима руралног друштва и старосједилачким групама, али никада нису успјели да заузму главне центре становништва.
Између Шпанаца и шпанских Американаца развијали су се све жешћи сукоби, али та напетост је често била повезана са класним питањима или су је вође патриота подстицале са жељом стварања нових националистичких осјећања. Након подстрекавања да земљу ослободе од гачупенеса (пејоративни израз за Пенисуларе), Идалгове снаге су неселективно масакрирале стотине Криолаца и Пенисулара који су се склонили у Алондига де Гранадитас у Гванахуату. У Венецуели током Дивног похода, Симон Боливар је успоставио политику рата до смрти, у којем би ројалистички шпански Американци били намјерно поштеђени, али би чак и неутрални Пенисулари били убијени, како би се забио клин између двије групе. Ова политика поставила је основу за насилну ројалистичку реакцију под Бовесом. Међутим, често су ројализам и патриотизам једноставно представљали барјак под којим су се окупљали оштећени, а политички узроци могли су се одбацити једнако брзо као што су и прихваћени. Венецуелански ланероси прешли су на страну патриота након што су елите и урбана средишта постали сигурно ројалистички послије 1815, а краљевска војска у Мексику је на крају донијела независност тој нацији.

### Краљев рат против независности (1814—1820)
До 1815. утврђени су општи обриси подручја која су контролисали ројалисти и патриоте, а успостављен је и општи прекид сукоба. У областима у којима су ројалисти контролисали главна насеља, већину борби у име оних који су се залагали за независност водили су изоловани герилски одреди. У Новој Шпанији двије главне герилске групе предводили су Гвадалупе Викторија у Пуеблу и Висенте Хереро у Оахаки. У сјеверној Јужној Америци, новогранадске и венецуелске патриоте, под вођама као што су Симон Боливар, Франсиско де Паула Сантандер, Сантијаго Марињо, Мануел Пијар и Хосе Антонио Паез, спроводили су походе у огромном сливу ријеке Ориноко и дуж обала Кариба, често уз материјалну помоћ која је долазила са Курасаоа и Хаитија. У Горњем Перуу герилци су контролисали изоловане, руралне дијелове земље.

#### Повратак Фердинанда VII
У марту 1814, након распада Првог француског царства, Фердинанд VII враћен је на шпански пријесто. Тиме је означена важна промјена, будући да је већина политичких и правних промјена извршених на обје стране Атлантика — безброј хунти, Кортез у Шпанији и неколико конгреса у Америци, као и многи устави и нови законски кодекси — направљено у његово име. Прије ступања на шпанску територију, Фердинанд VII је Кортезу дао лабаво обећање да ће се придржавати шпанског устава. Ипак када је дошао у Шпанију схватио је да има значајну подршку конзервативаца у општој популацији и хијерархији Католичке цркве у Шпанији; па је 4. маја порекао устав и наредио хапшење либералних вођа 10. маја. Фердинанд VII је своје поступке правдао изјавом да је устав и друге промјене извршио Кортез окупљен у његовом одсуству и без његовог пристанка. Обновио је некадашње правне законике и политичке институције и обећао да ће сазвати нови Кортез у његовом традиционалном облику (са одвојеним коморама за свештенство и племство), обећање које никада није испуњено. Вијести о догађајима шириле су се кроз Шпанску Америку током наредне три седмице до девет мјесеци, у зависности од времена које је требало роби и људима да путују из Шпаније.
Фердинандови поступци представљали су коначни дефакто прекид како са аутономним владама, које још увијек нису прогласиле формалну независност, тако и са напорима шпанских либерала да створе представничку владу која би у потпуности обухватила прекоморске посједе. Такву владу су многи у Новој Шпанији, средњој Америци, Карибима, Киту, Перуу, Горњем Перуу и Чилеу као алтернативу независности. Ипак, вијест о обнављању „старог режима” није покренула нови талас хунти, као што се то догодило 1809. и 1810, са значајним изузетком успостављања хунте у Куску, која је захтијевала спровођење шпанског устава. Умјесто тога, већина шпанских Американаца били су умјерени и одлучили су сачекати и видјети шта ће произаћи из обнављања пређашње нормалности. У ствари, на подручју Нове Шпаније, средњем Америке и Кита гувернери су сматрали цјелисходним да изабране уставне ајунтамијентосе оставе на положајима неколико година како би спријечили сукоб с локалним друштвом. Либерали с обје стране Атлантика су, ипак, наставили завјере како би вратили уставну монархију, што су коначно успјели 1820. године. Најдраматичнији примјер прекоатлантске сарадње је можда експедиција Франсиска Хавијера Мине у Тексас и сјеверни Мексико 1816. и 1817. године.
Шпански Американци у ројалистичким областима који су били посвећени независности већ су се придружили герилским покретима. Међутим, Фердинандови поступци су поставили подручја ван контроле Круне ка путу потпуне независности. Владе ових регија, које су своје поријекло водиле од хунти из 1810, па чак и они умјерени који су прихватили помирење с Круном, сада су увидјели потребу за одвајање од Шпаније, уколико желе заштити реформе које су донијете.

#### Ројалистичка војска
Током овог периода, ројалистичке снаге су напредовале у Новој Гранади, коју су контролисале од 1815. до 1819, и у Чилеу, који су контролисале од 1814. до 1817. године. Осим ројалистичких подручја на сјевероистоку и југу, провинције Нове Гренаде су од 1810. одржавале независност од Шпаније, за разлику од сусједне Венецуеле, гдје су ројалисти и патриоте неколико пута размјењивали контролу над регијом. Да би пацификовали Венецуелу и повратили Нову Гранаду, Шпанија је 1815. организовала највећу оружану силу коју је икада послала у Нови свијет, а састојала се од 10.500 војника и готово 60 бродова. Иако је ова сила била пресудна у поновном заузимању регије која се залаже за независност (попут Нове Гранаде), њени припадници су се на крају раширили по Венецуели, Новој Гранади, Киту и Перуу, побољевали од тропских болести, што је свеукупно умањило њихов утицај на рат. Још важније, већина ројалистичких снага није била састављена од војника послатих са Полуострва, него од шпанских Американаца.
Генерално, Европљани су чинили само око десетине ројалистичких војски у Шпанској Америци и само око половине експедиционих јединица. Пошто је сваку европску војничку жртву замијенио војник из Шпанске Америке, с временом је у експедиционим јединицама било све више и више војника из Шпанске Америке. На примјер, Пабло Мориљо, главни командант експедиционе снаге упућене у Јужну Америку, извијестио је да је 1820. имао под командом само 2000 европских војника; другим ријечима, само половина војника његове експедиционе снаге били су Европљани. Процјењује се да су у бици код Мајипуа ројалистичку војску чинило само четвртина европских војника, у бици код Карабобе око петине, а у бици код Ајакуча било је мање од 1% Европљана.
Америчке милиције одражавале су расну структуру локалном становништва. На примјер, ројалистичка војска у Венецуели имала је 843 бијела (еспањола), 5378 каста и 980 старосједилачких војника 1820. године.

#### Напредак присталица независности
Пред крај овог периода снаге присталица независности постигле су два важна напретка. У Јужном конусу, ветеран шпанске војске са искуством у Шпанском рату за независност, Хосе де Сан Мартин, постао је гувернер провинције Кујо. Искористио је овај положај да започне организовање војске већ 1814. у припреми за инвазију на Чиле. Ово је била важна промјена у стратегији након што су три похода Уједињених провинција поражене у Горњем Перуу. Сан Мартинова војска постала је језгро Војске Анда, која је добила пресудну политичку и материјалну подршку 1816. када је Хуан Мартин де Пуејредон постао врховни директор Уједињених провинција. У јануару 1817. Сан Мартин је коначно био спреман да крене против ројалиста у Чилеу. Игноришући наредбу конгреса Рио де ла Плата да се не креће у сукоб са Чилеом, Сан Мартин заједно са генералом Бернардом О’Хигинсом, касније врховним директором Чилеа, повео војску преко Анда у потезу који је преокренуо стање. До 10. фебуара, Сан Мартин је имао контролу над сјеверним и средишњим Чилеом, а годину дана касније, након борби на смрт, и над југом. Уз помоћ флоте под командом бившег британског морнаричког официра Томаса Кокрејна, Чиле је осигуран од ројалиста и те године је проглашена независност. Сан Мартин и његови савезници провели су наредне двије године планирајући инвазију на Перу, која је почела 1820. године.
На сјеверу Јужне Америке, послије неколико неуспјелих похода за заузимање Каракаса и других урбаних средишта Венецуеле, Симон Боливар је смислио сличан план 1819. да пређе Анде и ослободи Нову Гранаду од ројалиста. Попут Сан Мартина, и Боливар је лично предузимао напоре да створи војску за инвазију на сусједну земљу, сарађивао је са прогнаницима из те регије, а који су се залагали за независност и није имао одобрење венецуеланског конгреса. За разлику од Сан Мартина, Боливар није имао професионално обучену војску, већ брзо састављену мјешавину љанеро гериле, новогранадских прогнаника предвођених Сантандером и британским регрутима. Од јуна до јула 1819, користећи кишну сезону као заклон, Боливар је водио своју војску преко поплављених равница и током хладноће, забрањеним пролазима Анда, са великим губицима — четвртина Британских легија је страдала, као и многи његове љанеро војници, који нису били спремни за висину од скоро 4000 м — али коцкање се исплатило. До августа Боливар је имао контролу над Боготом и њеном ризницом и стекао је подршку многих у Новој Гранади, која је и даље негодовала због поновног освајања изведеног под Мориљом. Ипак, Сантандер је сматрао да је неопходно наставити политику „рата до смрти” и извршио погубљење 38 ројалистичких официра који су се предали. Са ресурсима Нове Гранаде Боливар је постао неприкосновени вођа патриота у Венецуели и организовао је заједницу двије регије у новој држави под називом Колумбија (Велика Колубија).

### Консолидација независности
Да би се супротставили напретку снага које се боре за независност, Шпанија је припремила другу, велику експедициону силу 1819. године. Ове снаге, међутим, никада нису напустиле Шпанију. Умјесто тога, снаге су постале средство којим су либерали коначно могли повратити уставни режим. Рафаел дел Ријего, командант астуријског батаљона, предводио је побуну међу трупама 1. јануара 1820. захтијевајући повратак устава из 1812. године. Његове трупе су марширале кроз градове Андалузије са надом да ће се устанак проширити и на цивилно становништво, али мјештани су углавном били равнодушни. Побуна се, међутим, догодила у Галицији на сјеверу Шпаније и одатле се брзо проширила на остатак земље. Краљевску палату у Мадриду опколили су војници под командом генерала Франсиска Балестероса 7. марта, а три дана касније је Фердинанд VII, који је тада био затвореник, пристао да обнови устав.
Ријегова побуна имала је два значајна ефекта на рат у Америци. Војно, велики број појачања, која су била нарочито потребна за поновно заузимање Нове Гранаде и одбрану Перуа, никада није стигао. Даље, како је положај ројалиста у регији постајао очајнији, дошло је до великог пребјега јединица на патриотску страну. Политички, поновна успостава либералног режима промијенила је услове под којима је шпанска влада настојала да ангажује побуњенике. Нова влада је наивно претпоставила да су се побуњеници борили за шпански либерализам и да би шпански устав и даље могао бити основа за помирење обје стране. Влада је спровела устав и одржала изборе у прекоморским провинцијама, баш као и у Шпанији. Такође је наложила војним заповједницима да започну преговоре о примирју с побуњеницима уз обећање да могу учествовати у обновљеној представничкој влади.

#### Нова Шпанија и Централна Америка
У ствари, шпански устав из 1812, који је усвојио Кадиски кортез, служио је као основа за независност у Новој Шпанији и средњој Америци, јер је у обје регија постојала коалиција конзервативних и либералних ројалистичких вођа који су предводили успостављање нових држава. Шпански устав из 1812. покушао је да се врати политикама које је шпанска влада спроводила под хабзбуршком владавином. Ова политика је признала шпанску колонијалну територију као краљевство са једнаким угледом у Шпанији. Штавише, политике под Хабзбурзима омогућавале су стални ревизионизам, кроз корупцију и продају канцеларија, што је пружало прилику за додјељивање више права и промјену политике у складу са захтјевима становништва. Обнова шпанског устава и представничке владе дочекана је с одушевљењем у Новој Шпанији и средњој Америци. Одржани су избори, успостављене мјесне самоуправе и послати представници у Кортез. Шпански устав из 1812. могао је бити прилика да се друштвене промјене уведу полако и без пријетње радикализованом побуном нижих друштвених класа, нудећи прилику да се донесу промјене за које би они који су на власти вјеровали да би најбоље користиле њиховим територијама. Међутим, међу либералима је постојао страх да нови режим неће потрајати; а конзервативци и црква бринули су се да ли ће нова либерална влада проширити своје реформе и антиклерикално законодавство. Па ипак, с обзиром на то да су се Кадиски кортези налазили у Шпанији, политичка и економска моћ и одлуке биле су локализоване у Шпанији, што им је ефективно дало контролу над читавом Шпанском Америком. Ове тензије су додатно исфрустрирале многе шпанске Американце због њихове немогућности да контролишу политику која је непосредно утицала на њихово економски и социополитичко благостање, што их је водила даље ка независности. Ова клима нестабилности створила је услове да двије стране створе савез. Овај савез се сјединио крајем 1820. иза Агустина де Итурбидеа, пуковника краљевске војске, коме је у то вријеме било наређено да уништи герилске снаге предвођене Висентеом Герером.
У јануару 1821, у очекивању укидања устава из 1812, службеници Нове Шпаније су изабрали и послали Итурбидеа са Герером, вођом побуне. Започео је тзв. „мировне” преговоре, предлажући да се стране уједине и успоставе независну Нову Шпанију. Итурбиде је касније свргнут и тихо заробљен ради погубљења. Јединствени услови које је предложио Итурбиде постали су основа Игвалског плана: независност Нове Шпаније (која ће се звати Мексичко царство) са Фердинандом VII или другим припадником Бурбона као царем; задржавање Католичке цркве као званичне државе религије и заштита њених постојећих привилегија; и једнакост свих Новошпанаца, било да су имигрирали или рођени у Новој Шпанији. Сљедећег мјесеца, други герилски вођа, Гвадалупе Викторија, придружио се савезу, а 1. марта Итурбиде је проглашен заповједником нове Армије три гаранције. Представник нове шпанске владе, врховни политички шеф Хуан О’Доноху, који је замијенио претходне вицекраљеве, стигао је у Веракруз 1. јула 1821, али је открио да ројалисти држе цијелу земљу, изузев Веракруза, Мексико Ситија и Акапулка. Будући да је у вријеме када је О’Доноху напустио Шпанију, Кортез у великој мјери разматрао проширење аутономије прекоморских посједа, О’Доноху је предложио да о споразуму са Итурбидеом преговара под условима Игвалског плана. То је довело до Кордопског споразума, који је потписан 24. августа, а којим су на снази задржани сви постојећи закони, укључујући и устав из 1812, све док не буде написао нови устав за Мексико. О’Доноху је постао дио привремене владајуће хунте све до своје смрти 8. октобра. И шпански Кортез и Фердинанд VII одбили су Кордопски споразум, а коначан раскид с Шпанијом наступио је 19. маја 1822, када је Мексички конгрес пријесто додијелио Итурбидеу. Шпаније је признала Мексико 1836, а дипломатски односи су постали нормални у вријеме Шпанског грађанског рата и франкизма.
Централна Америка је стекла независност заједно с Новом Шпанијом. Акт о независности потписан је у Гватемали 15. септембра 1821, којим је Централна Америка (Гватемала, Хондурас, Салвадор, Никарагва и Костарика) прогласила независност од Шпаније. Регионалне елите подржале су услове Игвалског плана и организовале савез Централне Америке с Мексичким царством 1821. године. Двије године касније, након Итурбидеовог пада, регија се, изузев Чијапаса, мирно одвоји од Мексика 1. јула 1823, успостављајући Федералну Републику Централну Америку. Нова држава постојала је седамнаест година, а центрифугалне силе су одвојиле поједине регије до 1840. године.

#### Јужна Америка
За разлику од Нове Шпаније и Централне Америке, у Јужној Америци независност су подстакли борци за независност који су држали током посљедњих пола деценије. Хосе де Сан Мартин и Симон Боливар нехотице су широм континента предводили маневар „клијешта” из јужне и сјеверне Јужне Америке којим је ослобођена већина нација Шпанске Америке на том континенту. Након осигуравања независности Чилеа 1818, Сан Мартин се концентрисао на изградњу поморске флоте у Тихом океану како би се супротставио шпанској контроли тих вода и стигао до ројалистичког упоришта Лима. До средине 1820. Сан Мартин је окупио флоту од осам ратних бродова и шеснаест транспортних бродова под командом адмирала Кокрејна. Флота је испловила из Валпараиса до Паракаса на југу Перуа. Војска се искрцала 7. септембра у Паракас и успјешно заузела Писко. Послије тога, Сан Мартин, чекајући општу Перуанску побуну, одлучио је да избјегне непосредну војну конфронтацију. Сан Мартин се надао да ће његово присуству покренути аутентични перуански револт против шпанске владавине, вјерујући да ће у супротном свако ослобођење бити краткотрајно. У међувремену, Сан Мартин је учествовао у дипломатским разговорима са вицекраљем Хоакином де ла Песуелом, који је по наредбама уставне владе требао водити преговоре према уставу из 1812. и одржати јединство шпанске монархије. Међутим, ови напори показали су се неродним, јер се независност и јединство монархије нису могли ускладити, па је војска крајем октобра отпловила на бољи стратешки положај у Уачо, на сјеверу Перуа. Током неколико наредних мјесеци, успјешни копнени и поморски походи против ројалиста обезбиједили су нова упоришта, а у мјесту Уачо је Сан Мартин сазнао да је Гвајакил (у Еквадору) прогласио независност 9. октобра.
Боливар, када је сазнао за пропаст друге шпанске експедиције, провео 1820. припремајући ослободилачки поход на Венецуелу. Боливару је помогла нова политика Шпаније тражења сарадње са побуњеницима, коју је Мориљо спровео, одрекао се дужности врховног команданата и вратио у Шпанију. Иако је Боливар одбацио шпански приједлог да се патриоте врате у шпански поредак према уставу из 1812, стране су 25. и 26. новембра успоставиле шестомјесечно примирје и регулисање правила ангажовања према националном закону. Примирје није трајало шест мјесеци. Свима је било очигледно да је ројалистички положај у великој мјери ослабљен недостатком појачања. Ројалистички војници и читаве јединице почеле су у великом броју дезертирати или пребјегавати патриотима. Кабилди Маракаиба 28. јануара 1821. прогласио је провинцију независном републиком која је одлучила да се придружи Великој Колумбији. Мигел де ла Тор, који је замијенио Мориља као врховни командант, схватио је ово као кршење примирја, иако су републиканци тврдили да је Маракаибо промијенио стране својом вољом, обје стране почеле су припреме за обновљени рат. Судбина Венецуеле запечаћена је повратком Боливара у априлу, који је са собом водио 7000 војника из Нове Гранаде. У бици код Карабоба 24. јуна, снаге Велике Колумбије одлучно су побједиле ројалистичке снаге, осигуравајући контролу над Венецуелом, изузев Пеурта Кабеља, и тиме гарантујући независност Венецуеле. Боливар се сада могао концентрисати на претензије Велике Колумбије на јужну Нову Гранаду и Кито.
Вицекраља Перуа Песуела свргнуо је пучем Хосе де ла Серна 29. јануара 1821, али су прошла два мјесеца прије него што је Сан Мартин приближио своју војску Лими, пловећи до Анкона. Наредних неколико мјесеци Сан Мартин се поново укључио у преговоре нудећи стварање независне монархије; али је Ла Серна инсистирао на јединству шпанске монархије, па су преговори дошло у ћорсокак. До јула Ла Серна је процијенио да његово држање Лиме слабо, а 8. јула је краљевска војска напустила обални град како би ојачала положаје у залеђу, са Куском као новом пријестоницом вицекраљевства. Сан Мартин је ушао у Лиму 12. марта, гдје је 28. јула проглашен „заштитником земље”, дужност која му је омогућила да управља новом независном државом.
Да би осигурао да Предсједништво Кита постане дио Велике Колумбије и да не остане скуп мањих, подијељених република, Боливар је у фебруару 1821. послао помоћ у виду залиха и војске под вођством Антонија Хосеа де Сукреа у Гвајакил. Годину дана Сукре није могао да заузме Кито, а до новембра обје стране су исцрпљене, потписале деветодневно примирје. Сљедеће године, у бици код Пичинча 24. маја 1822, Сукреове венецуеланске снаге коначно су освојиле Кито; држање Велике Колумбије на тој територији било је сигурно. Сљедеће године, након што је уништена перуанска патриотска војска у бици код Ика, Сан Мартин се 26. и 27. јула састао са Симоном Боливаром у Гвајакилу. Послије тога Сан Мартин доноси одлуку о повлачењу из јавности. У наредне двије године уништене су двије војске риоплатских (аргентинских), чилеанских, колумбијских и перуанских патриота у покушају да продру у ројалистичко упориште у андским регијама Перуа и Горњег Перуа. Годину дана касније, перуански конгрес одлучио је да постави Боливара на чело патриотских снага у земљи. Сукоб између Ла Серне и генерала Педра Антонија Олањете, који је био продужена рука шпанских либерала, поништава је ројалистичко дјеловање. Ла Серна је изгубио контролу над половином своје најбоље војске до почетка 1824, чиме је указана прилика патриотама.
Под командом Боливара и Сукреа, искусни ветерани комбинованих војски, углавном Колумбијци, уништили су ројалистичку војску под командом Ла Серне у бици код Ајакуча 9. децембра 1824. године. Ла Сернова војска била је бројчано надмоћнија, али се састојала углавном од нових регрута. Једино значајно ројалистичко подручје које је остало на континенту била је планинска земља Горњи Перу. Након битке, ројалистичке снаге Горњег Перуа под командом Олањете предале су се након што је 2. априла 1825. преминуо у Тумусли. Боливар је био за одржање јединства Горњег Перуа с Перуом, али горњеперуанске вође — углавном бивши ројалисти, попут Касимира Олањете, нећака генерала Олањете — окупљени на конгресу под Сукреовим покровитељством подржале су независност земље. Боливар је одлуку препустио Сукреу. Сукре је прогласио независност Горњег Перуа у граду који сада носи његово име 6. августа, приводећи крају главне ратове за независност.
Када је постало јасно да неће доћи до преокрета у независности Шпанске Америке, неколико нових држава почело је добијати међународно признање. Сједињене Државе су већ 1822. признале Чиле, Рио де ла Плате, Перу, Велику Колумбију и Мексико. Уједињено Краљевство је чекало до 1825, након битке код Ајакуча, да призна Мексико, Велику Колумбију и Рио де ла Плате. Обје државе су признале још држава Шпанске Америке у наредних неколико година.

#### Посљедња ројалистичка упоришта
Шпанска приобална утврђења у Веракрузу, Каљау и Чилоу била су упоришта која су се опирала до 1825, односно 1826. године. У наредној деценији, ројалистички герилци наставили су да дјелују у неколико земаља и Шпанија је покушала неколико пута да поврати дијелове копна Шпанске Америке. Пуковник Хосе Арисабало започео је герилски рат с венецуеланским герилцима 1827, а бригадир Исидро Барадас предводио је посљедњи покушај регуларних снага да освоје Мексико 1829. године. Браћа Пинчеира преселила су се у Патагонију и тамо остали као мултиетнички ројалистички одметници све док нису поражени 1832. године. Ипак, случајеви слични овом нису преокренули политичко стање.
Све већа нестабилност Светог савеза послије 1825. и пад Бурбона у Француској 1830. током Јулске револуције елиминисали су главну подршку Фердинанду VII у Европи, али тек краљевом смрћу 1833. Шпанија је коначно напустила све планове поновног војног освајања, а 1836. њена влада је отишла толико далеко да се одрекла суверенитета над читавом континенталном Америком. Током 19. вијека Шпанија ће признати све нове државе. Само ће Куба и Порторико остати под шпанском влашћу, све до Шпанско-америчког рата 1898. године.

## Посљедице независности

### Привреда
Скоро пуна деценија и по ратова знатно су ослабиле привреда и политичке институције Шпанске Америке, што је ометало могући привредни развој регије током већег дијела 19. вијека, а исход је био трајна нестабилност која је задесила регију. Независност је дефакто уништила трговински блок који је чинио Шпанску империју — нарочито Манилски галеон и Сребрну флоту. Након независности, трговина међу новим државама Шпанске Америке била је мања него у колонијалном добу. Једном када су везе прекинуте, малобројно становништво већине нових држава није пружало подстицај који би намамио произвођаче Шпанске Америке да поново оформе старе трговинске обрасце. Поред тога, престала је заштита од европске конкуренције, коју је шпански монопол пружио привредним производним секторима. Због корисности, заштитне царине за ове секторе, нарочито за производњу текстила, трајно су смањене, а страни увоз је надвладао домаћу производњу. Ово је у великој мјери утицало на старосједилачке заједнице, које су се у многим дијеловима Шпанске Америке специјализовале за снабдијевање готовим производима урбана тржишта, мада користећи прединдустријске технике. Ратови су у великој мјери утицали и на главни економски сектор у регији, рударство. Производња сребра у Боливији се преполовила након независности, а у Мексику је опала за три четвртине. Градови који су завили од поморске трговине, попут Валдивије, заронили су у депресију пропадањем унутрашњег колонијалног трговинског система.
Спољнотрговинске политике варирале су међу новим земљама, неке попут Рио де ла Плата и Перуа примјењивале су у почетку протекционистичку политику, док је Чиле био отворенији за спољну трговину, док је и даље примјењивао неку врсту неомеркантилизма.
Нове државе које су почеле пуштати коријене у Латинској Америци, посебно Мексико, често су се додворавале страној финансијској подршци европских држава. Ова страна улагања често су долазила кроз зајмове, који су само наставили да сакате привреде које су уништене или напуштене током сукоба. Ова инвестиција није била довољна да подржи привредни опоравак и вјероватно је само додатно негативно утицала на привредни раст у овим новонасталим државама, гурајући их даље у дугове у покушају опоравка и раста њихових привреда. Како су нове независне државе коначно ушле у свјетску привреду након завршетка Француске револуције и Наполеонових ратова, када су се привреде Европе и Сједињених Држава опорављале и агресивно тражиле нова тржишта за продају својих производа након више од двије деценије прекида. На крају, Шпанска Америка се могла повеза са свјетским тржиштем само као извозник сировина и потрошач готових сировина.

### Друштво
Независност од шпанске круне захтијевала је солидарност свих друштвених слојева. Међутим, свака друштвена фракција имала је своје идеје како би мјесно друштво требало изгледати и како би изгледало након осамостаљена. То је утицало на способност друштава да се лако интегришу због нејединства њихових идеја о будућим политичким системима и идеологијама, што је исходовало већим сукобима када је у питању консолидација државе. Ауторитет којим је елитна криолска класа заповиједала омогућавао им је да контролишу државни развој, како би осигурали да остану на власти. Као резултат, новоосноване државе испуниле би неке од захтјеве других друштвених фракција како би осигурале стабилност и интеграцију свих у друштвено ткиво нове државе, истовремено гарантујући континуирану репродукцију криолске елите у положај моћи и контролу над остатком друштва.
Политичку расправу која је тражила одговоре на ова питања обиљежио је сукоб између либерализма и конзерватизма. Конзервативци су настојали да одрже традиционалне друштвене структуре како би осигурали стабилност; либерали су настојали да створе динамичније друштво и привреду укидањем етнички заснованих друштвених разлика и ослобађањем имовине од економских ограничења. У тежњи да трансформишу друштво, либерали су често усвајали политике које нису добро дочекане у старосједилачким заједницама, које су имале користи од јединствене заштите коју им је пружао традиционални шпански закон.
Независност је покренула укидање ропства у Шпанској Америци, јер се то видјело као дио борбе за независност, а многи робови су стекли манумисију придруживањем патриотским војскама. У областима у којима ропство није било главни извор радне снаге (Мексико, Централна Америка и Чиле), еманципације се догодила готово одмах након стицања независности. У области у којима је ропство било главни извор радне снаге (Колумбија, Венецуела, Перу и Рио де ла Плате), еманципација се спроводила постепено наредне три деценије, обично прво стварањем закона о слободној материци и програма за надокнађену еманципацију. Почетком педесетих година 19. вијека, ропство је укинуто у свим независним државама Шпанске Америке.

### Улога жена
Жене нису биле само посматрачи ратова за независност Шпанске Америке. Многе жене су изабрале страну о политичким питањима и придружиле се покретима за независност како би учествовале на многим нивоима. Жене су стварале политичке организације и организовале састанке и групе који су донирали храну и залихе војницима.
Неке жене су учествовале у ратовима као шпијуни, доушници и борци. Мануела Саенс била је дугогодишња љубавница Симона Боливара, његов човјек од повјерења и секретарица његове архиве. Спасила му је живот у два наврата, његовала рањене војнике, а поједини историчари вјерују да се борила у неколико битака. Саенсова је пратила Боливара и његову војску кроз ратове за независност, а у Латинској Америци постала је позната као „мајка феминизма и еманципације жена и једнаких права”. Сам Боливар је био заговорник женских права у Латинској Америци. Желио је да жене ослободи угњетавања и инфериорности ономе што је успоставио шпански режим. Боливар је чак Саенсову учинио пуковником колумбијске војске због њеног јунаштва, што је изазвало контроверзу јер у то вријеме у војсци није било жена. Још једна жена која је добила на значају у рату за независност била је Хуана Асурдуј де Падиља, местикиња која се борила за независност Рио де ла Плата. Аргентинска предсједница Кристина Киршнер постхумно је унаприједила Хуану у чин генерала.
На бојиштима је увијек било присутно много жена које су помагале у спашавању и његовању војника. Неке жене су се борила заједно са својим мужевима и синовима на бојном пољу. Жене су рат за независност видјеле као начин да стекну једнака права, попут гласања и превазиђу потчињени положај жена према мушкарцима.

### Влада и политика
Независност није резултовала стабилном политичким режимом, изузев у неколико земаља. Прво, нове државе нису имале добро дефинисане идентитете, већ је поступак стварања идентитета тек почињао. То се изводило путем новина и стварањем националних симбола, укључујући нових назива земаља (Мексико, Колумбија, Еквадор, Боливија, Аргентина), чиме су раскидале са прошлошћу. Поред тога, границе нису биле чврсто утврђене, а борба између федерализма и централизма, која је почела у независности, настављена је током остатка вијека. Двије велике државе које су произашле из ратова — Велика Колумбија и Централна Америка — распале су се послије деценије или двије, а Аргентина ће се политички консолидовати тек шездесетих година 19. вијека.
Ратови су уништили стару цивилну бирократију које је вијековима влада регијом, јер су институције попут аудијенција елиминисане, а многи званичници Пенисулари побјегли су у Шпанију. Католичка црква, која је била важна друштвена и политичка институција током колонијалног доба, крај сукоба је дочекала слаба. Како и код владиних званичника, многи бискупи Пенисулари напустили су своје бискупије и њихова мјеста нису попуњена деценијама, све док се нису створили нови прелати и уредили односи између нових држава и Ватикана. Како се Црква опоравила, либерали су нападали њену економску и политичку моћ.
Упркос чињеници да је сам рат за независност био обиљежен брзим ширењем представничке власти, за неколико нових држава 19. вијек је био обиљежен милитаризмом због недостатка добро дефинисаних политичких и националних институција. Војске и официри који су настали током поступка независности жељели су да се обезбједе да ће добити награду по завршетку борбе. Многе од ових војски нису се потпуно расформирале када су ратови престали и показале су се као једна од стабилнијих институција у првим деценијама послије сукоба. Војске и њихове вође ефикасно су утицали на ток политичког развоја.  Из ове нове традиције изашли су каудиљи, моћници који су стекли формалну и неформалну економску, војну и политичку моћ.

## Страна подршка

### Уједињено Краљевство
Уједињено Краљевство је жељело видјети крај шпанске владавине у Јужној Америци и на крају искористи монопол над потенцијалним важним тржиштима на том простору. Истовремено су жељели да Шпанија као савезник одржи равнотежу снагу у постнаполеонској Европи. Да би то испунила, Уједињено Краљевство је тајно подржавало револуционарне у Јужној Америци. У некој врсти приватног слободног подухвата према закону, послала је људе, финансијску и материјалну подршку како би помогла побуњеницима у борби против Шпаније.
Један од најзначајнијих доприноса биле су Британске легије, добровољачка јединица која је се борила под командом Симона Боливара. Ове оружане снаге у свом саставу имале су више од 6000 припадника, а већина су били ветерани Наполеонових ратова. Њихово борбено умјеће највише се истакло у биткама код Бојаке (1819), Карабоба (1821), Пичинча (1822) и Ајакуча (1824), које су осигурале независност Колумбије, Венецуеле, Еквадора и Перуа. Боливар је Легије и све оне који су служили у њој описао као „спаситеље моје земље”.
Многи припадници Краљевске ратне морнарице били су добровољци револуционарних снага. Најпознатији је Томас Кокрејн који је реорганизовао Чилеанску ратну морнарицу, коју су углавном чинили ветерани Краљевске морнарице. Међу многим подвизима истиче се заузимање шпанског утврђења Валдивија 1820; и исте године заузео је водећи брод шпанске јужноамеричке флоте, Есмерадлу, у луци Каљао. Као што је дао допринос у независности Чилеа, Кокрејн је исто учинио и за Перу, успостављајући ефикасну блокаду и превозећи војне снаге. Затим се преселио у Бразил и учествовао у борби Бразила за независност од Португалије. Око 10.000 Британаца служио је у Јужној Америци у борби против Шпаније, према подацима из 1819. године.
Британска дипломатија је такође имала кључну улогу; истиче се улога министара спољних послова Роберта Стјуарта и Џорџа Канинга, који су жељели видјети пропаст шпанских јужноамеричких колонија. Стјуартово највеће достигнуће било је постизање договора са европским силама на Ахенском конгресу 1818. и Веронском конгресу 1822. године. На њима је донесена одлука о блокади помоћи Шпанији, што је инхибирало њено поновно освајање Јужне Америке. Са Краљевском морнарицом која је контролисала океане, ово је поставило приоритет — они су такође били одлучујући фактор у борби за независност одређених латиноамеричких земаља.

### Сједињене Државе
До интервенције Сједињених Држава дошло је због два различита узрока територијалне анексије и побуне на шпанским територијама.
Република Западна Флорида била је краткотрајна република 1810. у најзападнијем дијелу шпанске Западне Флориде, коју су након непуна три мјесеца Сједињене Државе припојиле и окупирале, а затим су постале дио Територије Луизијана. Република Источна Флорида била је још једна република коју су побуњеници прогласили против шпанске владавине у Источној Флориди, а који су безуспјешно жељели припајање Сједињеним Државама. Флоридски споразум потписан је 1819. између Шпаније и Сједињених Држава, а њима је Шпаније препустила цијелу Флориду Сједињеним Државама.
Шпанци су 1811. угушили побуну у Сан Антонију (Тексас) током револуције против ројалиста у Мексичком рату за независност. Преостали побуњеници су се затим обратили Сједињеним Државама за помоћ. Бернардо Гутјерес де Лара отпутовао је у Вашингтон. Гутјерес је добио подршку Августуса Магија, који је формирао америчке филибастерске снаге у Лујизијани. Побуњенике је представљала зелена застава експедиције. Републиканска армија је поражена у најкрвавијој тексашкој бици, бици код Медине. Тако је Тексас инкорпориран у независни Мексико, а касније је дошло до независности Тексаса и његово припајање Сједињеним Државама.
Сједињене Државе су остале неутралне. Тако је током остатка Мадисоновог мандата, до 1817, теоријска неутралност чекала развој догађаја у Старом свијету. Поента је у томе да је Мадисонова политика неутралности фаворизовала побуњенике и то је, заједно са граничним проблемима у Сјеверној Америци, довеле до стања предратне напетости са Шпанијом. Ово стање је приморало Сједињене Државе да поступају врло опрезно у шпанско-америчком питању, јер су покушале да избјегну по сваку цијену да дају изговор за европску интервенцију. На крају, признање 1822. такође је било врло деликатно, на међународном нивоу став Сјеверне Америке против европских сила.

### Русија
Шпанска ратна морнарица била је тотално демонтирана катастрофалном поморском политиком и потиснута у други план ратом против Наполеона. До 1817. руски император Александар I је подржавао реакционарне владе. Фердинанд VII се обратио руском императору за куповину пловила. Александар је пристао на продају неких пловила. О коначном споразуму су преговарали у Мадриду Дмитриј Таташчев, руски амбасадор у Шпанији, и Франсиско де Егија, шпански министар рата. Споразум је очигледно био познат само овој двојици и самом краљу. Текст купопродајног споразума није пронађен у архиви шпанске ратне морнарице. Ова дипломатска трансакција прикривена је у најдубљој тајности шпанске ратне морнарице и министарства поморства.
Тражена флота састојала би се од 5 ратних бродова и 3 фрегате. Ескадрила би била испоручена у Кадиз, прописно наоружана и снабдјевена. Долазак руске флоте у Кадис у фебруару 1818. није био по вољи шпанској морнарици, која је била незадовољна лошим стањем у којем су пронађени неки наводно нови бродови: између 1820. и 1823. сви ратни бродови су повучени из употребе као бескорисни. Овај фијаско ставио је тачку на читав план за поновно освајање Рио де ла Плате, који ће се завршити побуном шпанске војске у Кадизу. Једна од фрегата (Марија Исабел ака Патрики) заробљена је 1818 у Пацифику, након побуне једног од транспортера шпанских трупа који је прешао на страну америчких побуњеника испоручујући све кључеве, руте и сигнале за заробљавање фрегате. Само двије руске фрегате су пружале важне услуге на Карибима у одбрани Кубе, иако су кренуле само у једном смјеру, изгубиле се и потонуле по доласку у Хавану.

### Португалија
Послије дугог колонијалног спора са Шпанијом, а да би избјегла побуне на овој спорној територији, португалска влада је организовала војску за одбрану Монтевидеа од револуционара (1811) и да би припојила спорну територију Банда Оријентал (1816).
Прва португалска инвазија догодила се 1811. у знак подршке опкољеном граду Монтевидео. Португалским инвазионим снагама командовао је гувернер и генерални капетан Капетаније Рио Гранде де Сан Педро, Дијего де Соуза, а њихов декласирани циљ био је да помогну Монтевидеу и вицекраљу Рио де ла Плата, Франсиску Хавијеру де Елиу, којег су у окружењу држале револуционарне снаге из Рио де ла Плата. Инвазија је укључивала сукобе са источним снагама које је предводио Хосе Хервасио Артигас. Послије краткотрајног споразума, Португалци нису у потпуности напустили окупирану територију.
Друга португалска инвазија или рат против Артигаса 1816, који је довео до оружаног сукоба од 1816. до 1820. на цијелој територији Оријенталне Републике Уругвај, у аргентинској Месопотамији и јужном Бразилу, а који је резултовао португалском анексијом Банда Оријентала, који је постао покрајина Сисплатина. Ова анексија довела је до прекида односа са Шпанијом, која је припремила војску у Шпанији да поврати Монтевидео и нападе Рио де ла Плате, али овај подухват је прекинут побуном цјелокупне војске у Кадизу 1820. године. Португалија је покушала да осигура своју анексију тако што била прва земља која је 1821. дала међународно признање независности републикама Шпанске Америке.

## Преглед

### Ратови, битке и побуне
| Нова Шпаније и Гватемала | Нова Гренада, Венецуела и Кито |
| Мексико Мексички рат за независност Битка на мосту Калдерон Експедиција Франсиска Мине Армија три гаранције Централна Америка Покрет за независност 1811. Савезна Република Централна Америка | Венецуелански рат за независност Прва венецуеланска република Друга венецуеланска република Ангостурски конгрес Патрија Боба Уједињене провинције Нове Гранаде Велика Колумбија Боливаров поход за ослобођење Нове Гранаде Битка код Бојаке Битка код Карабоба Кукутски конгрес Еквадорски рат за независност Битка код Пичинче |

| Рио де ла Плата, Парагвај и Горњи Перу | Чиле и Перу |
| Мајска револуција Аргентински рат за независност Уједињене провинције Рио де ла Плате Парагвајски поход Војска Сјевера Хухујски егзодус Битка код Тукумана Битка код Салте Битка код Сан Лоренца Војска Анда Декларација о независности Аргентине Независност Уругваја Битка код Лас Пиједраса Други поход на Банда Оријентал Федерална лига Независност Парагваја Парагвајски поход Боливијски рат за независност Војска Сјевера Први горњоперуански поход Други горњоперуански поход Трећи горњоперуански поход | Патрија Вјеха Патрија Нуева Чилеански рат за независност Битка код Ранкагве Битка код Чакабука Битка код Мајпуа Освајање Валдивије Перуански рат за независност Ослободилачка експедиција Перуа Битка код Хунина Битка код Ајакуча |

### Патриоте
Ослободиоци и друге вође борбе за независност
| Нова Шпанија, Гватемала, Куба и Порторико Хосе Марија Морелос | Венецуела, Нова Гранада и Кито Симон Боливар | Рио де ла Плата и Парагвај Хосе Хервасио Артигас | Чиле и Перу Хосе де Сан Мартин |
| - Мигел Идалго - Игнасио Аљенде - Хуан Адама - Хосе Марија Морелос - Игнасио Лопез Рајон - Маријано Матаморос - Гвадалупе Викторија - Висенте Гереро - Агустин де Итурбиде - Антонио Валеро де Бернабе - Хосе Матијас Делгадо | - Франсиско Миранда - Симон Боливар - Сантијаго Марињо - Рафаел Урданета - Хосе Феликс Рибас - Хосе Антонио Паез - Карлос Сублете - Мануел Пијар - Луис Брион - Грегор Макгрегор - Антонио Хосе де Сукре - Хосе Тадео Монагас - Камило Торес Тенорио - Антонио Нарињо - Франсиско де Паула Сантандер - Хосе Пруденсио Падиља - Еугенио Еспехо - Хосе Хоакин де Олмедо | - Маријано Морено - Хуан Хосе Кастељи - Мануел Белграно - Хосе Хервасио Артигас - Хосе Гаспар Родригез де Франсија - Фулгенсио Јергос - Педро Хуан Кабаљеро - Карлос Марија де Алвеар - Хосе Rondeau - Антонио Гонзалес де Балкарсе - Хуан Мартин де Пеујредон - Мартин Мигел де Гуемес - Хуанa Асурдуј де Падиља - Вилијам Браун | - Хосе де Сан Мартин - Бернардо О’Хигинс - Хосе Miguel Carrera - Рамон Фрејре - Хосе де ла Рива Агуеро - Хосе Бернардо де Тагле - Рамон Кастиља - Андрес де Санта Круз - Хуан Грегорио де лас Ерас |

### Ројалисти
Ројалистичке вође
| Нова Шпанија, Гватемала, Куба и Порторико Фелик Марија Каљеха дел Реј | Нова Гранада, Венецуела и Кито Пабло Мориљо | Рио де ла Плата, Монтевидео и Парагвај Сантјаго де Линијерс                                                   | Чиле, Перу и Горњи Перу Хосе Фернандо де Абаскал |
| - Хосе де Итуригарај - Габријел де Јермо - Франсиско Хавијер Венегас - Фелик Марија Каљеха дел Реј - Хуан Руиз де Аподака - Хуан О’Доноху - Торкуато Трухиљо - Исидро Барадас - Хосе де Бустаманте и Гуера - Ангел Лаборде | - Фернандо Мијарес и Гонзалес - Хуан Доминго де Монтеверде - Хосе Томас Бовес - Хуан Мануел Кахигал - Пабло Мориљо - Хуан де лос Рејес Варгас - Франсиско Монталво и Амбулоди - Хуан Хосе де Самано и Урибари - Мигуел де ла Торе и Пандо - Франсиско Томас Моралес - Себастијан де ла Калзада - Хосе Марија Барејиро Манхонn - Мелчиор Ајмерич - Хасе де Кантерак - Басилион Гарсија - Агустин Агуалонго | - Франсиско Хавијер де Елио - Гаспар де Вигодет - Бернардо де Веласко - Сантјаго де Линијерс - Висенте Нијето | - Хосе Фернандо де Абаскал - Хосе Мануел де Гојенече - Пио де Тристан - Хоакин де ла Пезуела - Педро Антонио Олањета - Хосе де ла Серна - Хасе де Кантерак - Херонимо Валдес - Хосе Рамон Родил - Висенте Бенавидес - Антонио Пареха - Хуан Франсиско Санчез - Габино Гаинза - Маријано Осорио - Хосе Ордоњез - Рафаел Марото - Касимиро Марко дел Понт - Антонио де Кинтаниља |

#### Шпанска Америка и Шпанија
- Adelman, Jeremy (2006). Sovereignty and Revolution in the Iberian Atlantic (на језику: енглески). Princeton University Press. ISBN 978-0-691-12664-7.
- Andrews, George Reid (1. 1. 1985). „Spanish American Independence: A Structural Analysis”. Latin American Perspectives (на језику: енглески). 12 (1): 105—132. ISSN 0094-582X. doi:10.1177/0094582X8501200106. Приступљено 20. 4. 2021.
- Andrien, Kenneth J.; Johnson, Lyman L. (1994). The Political Economy of Spanish America in the Age of Revolution, 1750-1850 (на језику: енглески). University of New Mexico Press. ISBN 978-0-8263-1489-5.
- Anna, Timothy E. (1983). Spain & the Loss of America (на језику: енглески). University of Nebraska Press. ISBN 978-0-8032-1014-1. Приступљено 20. 4. 2021.
- Archer, Christon I. (2000). The Wars of Independence in Spanish America (на језику: енглески). Rowman & Littlefield. ISBN 978-0-8420-2469-3. Приступљено 20. 4. 2021.
- Benson, Nettie Lee (1966). Mexico and the Spanish Cortes, 1810–1822: Eight Essays (на језику: енглески). University of Texas Press. ISBN 978-0-292-73606-1.
- Brading, D. A. (1991). The First America: The Spanish Monarchy, Creole Patriots and the Liberal State 1492-1866 (на језику: енглески). Cambridge University Press. ISBN 978-0-521-44796-6. Приступљено 20. 4. 2021.
- Chasteen, John Charles (2008). Americanos: Latin America's Struggle for Independence (на језику: енглески). Oxford University Press. ISBN 978-0-19-972081-1. Приступљено 20. 4. 2021.
- Costeloe, Michael P. (1986). Response to Revolution: Imperial Spain and the Spanish American Revolutions, 1810-1840 (на језику: енглески). Cambridge University Press. ISBN 978-0-521-32083-2. Приступљено 20. 4. 2021.
- Dominguez, Jorge I. (1980). Insurrection Or Loyalty: The Breakdown of the Spanish American Empire (на језику: енглески). Harvard University Press. ISBN 978-0-674-45635-8.
- Graham, Richard (1994). Independence in Latin America: A Comparative Approach (на језику: енглески) (2 изд.). McGraw-Hill. ISBN 978-0-07-024008-7.
- Hamnett, Brian R. (2017). The End of Iberian Rule on the American Continent, 1770-1830 (на језику: енглески). Cambridge University Press. ISBN 978-1-107-17464-1. Приступљено 20. 4. 2021.
- Harvey, Robert (2000). Liberators: Latin America's Struggle for Independence (на језику: енглески). Harry N. Abrams. ISBN 978-1-58567-072-7. Приступљено 20. 4. 2021.
- Higgins, James (2014). „The Emancipation of Peru: British Eyewitness Accounts” (на језику: енглески). Приступљено 20. 4. 2021.
- Humphreys, Robert Arthur; Lynch, John, ур. (1965). The Origins of the Latin American Revolutions, 1808-1826 (на језику: енглески). Knopf. ISBN 978-0-394-30299-7. Приступљено 20. 4. 2021.
- Kinsbruner, Jay (1976). The Spanish-American Independence Movement (на језику: енглески). R. E. Krieger Publishing Company. ISBN 978-0-88275-428-4. Приступљено 20. 4. 2021.
- Ladd, Doris M. (1976). The Mexican Nobility at Independence, 1780-1826 (на језику: енглески). Institute of Latin American Studies, University of Texas. ISBN 978-0-292-75026-5. Приступљено 20. 4. 2021.
- Lynch, John (1992). Caudillos in Spanish America, 1800-1850 (на језику: енглески). Clarendon Press. ISBN 978-0-19-821135-8. Приступљено 20. 4. 2021.
- Lynch, John, ур. (1994). Latin American Revolutions, 1808-1826: Old and New World Origins (на језику: енглески). University of Oklahoma Press. ISBN 978-0-8061-2661-6. Приступљено 20. 4. 2021.
- McFarlane, Anthony (2013). War and Independence In Spanish America (на језику: енглески). Routledge. ISBN 978-1-136-75772-3. Приступљено 20. 4. 2021.
- G, Cecilia Méndez (1996). „Incas Sí, Indios No: Notes on Peruvian Creole Nationalism and its Contemporary Crisis*”. Journal of Latin American Studies (на језику: енглески). 28 (1): 197—225. ISSN 1469-767X. doi:10.1017/S0022216X00012682.
- Cruz, Juan Luis Ossa Santa (2014). Armies, Politics and Revolution: Chile, 1808-1826 (на језику: енглески). Oxford University Press. ISBN 978-1-78138-132-8. Приступљено 20. 4. 2021.
- Scheina, Robert L. (2003). Latin America's Wars: The age of the caudillo, 1791-1899 (на језику: енглески). Brassey's, Incorporated. ISBN 978-1-57488-450-0. Приступљено 20. 4. 2021.

#### Страно учешће
- Brown, Matthew (2006). Adventuring Through Spanish Colonies: Simón Bolívar, Foreign Mercenaries and the Birth of New Nations (на језику: енглески). Liverpool University Press. ISBN 978-1-84631-044-7. Приступљено 20. 4. 2021.
- Hasbrouck, Alfred (1969). Foreign Legionaries in the Liberation of Spanish South America (на језику: енглески). Octagon Books. Приступљено 20. 4. 2021.
- Hughes, Ben (2010). Conquer Or Die!: Wellington's Veterans and the Liberation of the New World (на језику: енглески). Osprey Publishing. ISBN 978-1-4728-9583-7. Приступљено 20. 4. 2021.
- Kaufmann, William W. (1951). British Policy and the Independence of Latin America, 1804-1828 (на језику: енглески). Taylor & Francis. Приступљено 20. 4. 2021.
- Robertson, William Spence (1939). France and Latin-American Independence (на језику: енглески). Johns Hopkins Press. Приступљено 20. 4. 2021.
- Rodriguez, Moises Enrique (2006). Freedom's Mercenaries: British Volunteers in the Wars of Independence of Latin America (на језику: енглески). Hamilton. ISBN 978-0-7618-3437-3. Приступљено 20. 4. 2021.
- Whitaker, Arthur Preston (1941). The United States and the Independence of Latin America, 1800-1830 (на језику: енглески). Johns Hopkins Press. Приступљено 20. 4. 2021.

#### Историографија
- Hensel, Silke (2003). „Was There an Age of Revolution in Latin America?: New Literature on Latin American Independence”. Latin American Research Review (на језику: енглески). 38 (3): 237—249. ISSN 1542-4278. doi:10.1353/lar.2003.0034. Приступљено 20. 4. 2021.
- Racine, Karen (2020). „Simón Bolívar and friends: Recent biographies of independence figures in Colombia and Venezuela”. History Compass (на језику: енглески). 18 (3): e12608. ISSN 1478-0542. doi:10.1111/hic3.12608. Приступљено 20. 4. 2021.
- Uribe, Victor M. (1997). „The Enigma of Latin American Independence: Analyses of the Last Ten Years”. Latin American Research Review (на језику: енглески). 32 (1): 236—255. ISSN 0023-8791. Приступљено 20. 4. 2021.